# Administration météorologique coréenne
L'Administration météorologique coréenne (Hangul : 기상청 ; Hanja : 氣象廳 ; Kisangcheong) (KMA) est le service météorologique national de la république de Corée. Le service débute en 1904 et rejoint l'OMM en 1956. La prévision numérique du temps est effectuée à l'aide de la suite logicielle Unified Model (en).

## Histoire
Les premiers services de prise de données météorologiques datent de mars 1094 en Corée. Les premières stations sismiques suivent en 1905. Mais ce n'est qu'en 1949 que le Bureau central de météorologie est créé, un an avant le début de la guerre de Corée. Le nom officiel du bureau devient le Service météorologique de Corée en 1978, puis l'Administration météorologique coréenne en 1990. L'organisation relevait initialement du ministère de l'Éducation (en). En 1998, l’Administration est donnée au ministère des Sciences et de la Technologie (en). En 2008, la KMA est transférée au ministère de l'Environnement (en).
Les observations par radar météorologique débutent en 1969 avec le radar de Gwanak-san, et celles des satellites météorologiques l'année suivante. Le centre de prévision des typhons ouvre en 2008. En juin 2010, la Corée lance son premier satellite météorologique géostationnaire, le COMS (Communication, Ocean and Meteorological Satellite). En mai 2011, le service lance le navire météorologique Gisang 1.
En 2013, l'AMC se convertit à l’analyse prédictive et au big data. En juin 2015, la structure du service est revue, passant de 5 bureaux régionaux et 45 stations météorologiques à 6 bureaux régionaux, 3 bureaux auxiliaires et 97 stations météorologiques.
En 2017, « l’Administration météorologique coréenne (KMA) accueille la 45e session plénière du Groupe de coordination pour les satellites météorologiques (CGMS) sur l’île de Jeju (république de Corée) ».

## Mission et organisation

### Mission
La mission de l'Agence est de protéger la vie et les biens des citoyens contre les catastrophes naturelles et améliorer la santé publique grâce au soutien d'activités économiques. Elle est chargée d’observer et d’analyser les phénomènes météorologiques en surface, dans les océans et en altitude, tout en fournissant des prévisions et des avertissements météorologiques, et en présentant des statistiques climatiques et des données industrielles et météorologiques. L'AMC échange également des données et des informations météorologiques avec des organisations nationales, mène des activités de recherche et de développement technologique et encourage les coopérations internationales.

### Organisation
Le siège social est situé à Daebang-dong, district de Dongjak, à Séoul et elle comporte 5 bureaux régionaux mis en place en collaboration avec les administrations météorologiques régionales et l'Agence coréenne de météorologie aéronautique,.
L'Agence emploie 1 281 personnes et est composée de :
- trois services (prévisions, technologie, système météorologiques et Information et technologie sur le climat) ;
- deux bureaux (direction et relations publiques, et directeur général des séismes) ;
- Centre de prévision numérique du temps ;
- siège de la météorologie industrielle et du bien-être social ;
- l'Institut national de recherche météorologique.

L'Agence gère un total de 97 stations météorologiques, dont 11 radars, 4 stations d'observation aérologique et des stations météorologiques automatiques (AWS).

## Remplacement des radars météorologiques

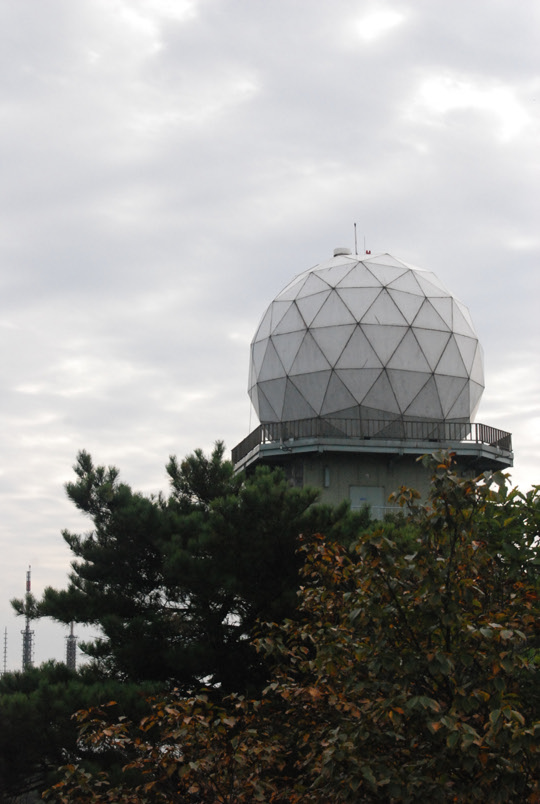
Observatoire radar de Gwanak-san.

L’Administration météorologique coréenne exploite 11 radars à travers le pays Baengnyeong, Gwanak-san (Séoul), Gwangdeok-san (district de Hwacheon), Gangneung, Oseong-san (Jeolla du Nord), l'aéroport de Séoul (Yeongjongdo), Myeongbong-san (Gyeongsang du Nord), Jindo, Gudeok-san (Pusan), Seong-san et Gosan (Jeju). Les données d'observation des radars météorologiques sont soumises à un contrôle de qualité, qui est ensuite traité en images pour être diffusées au public sur des sites Web et des applications mobiles.
En 2013, la société américaine Enterprise Electronics Corporation (EEC), basée à Enterprise, en Alabama, remporta un contrat portant sur le renouvellement du réseau de radars météo avec des radars à klystron en bande S avec la nouvelle fonction de double polarisation. Les nouveaux radars sont graduellement installés afin de fournir une couverture radar complète sur l’ensemble du pays.
| Baengnyeong Séoul Gwangdeok-san Gangneung Oseong-san ICN Myeongbong-san Jindo Gudeok-san Seong-san Gosan |